# Sinorchestia nipponensis
Sinorchestia nipponensis is een vlokreeftensoort uit de familie van de Talitridae. De wetenschappelijke naam van de soort is voor het eerst geldig gepubliceerd in 1972 door Morino.